# 샹두구

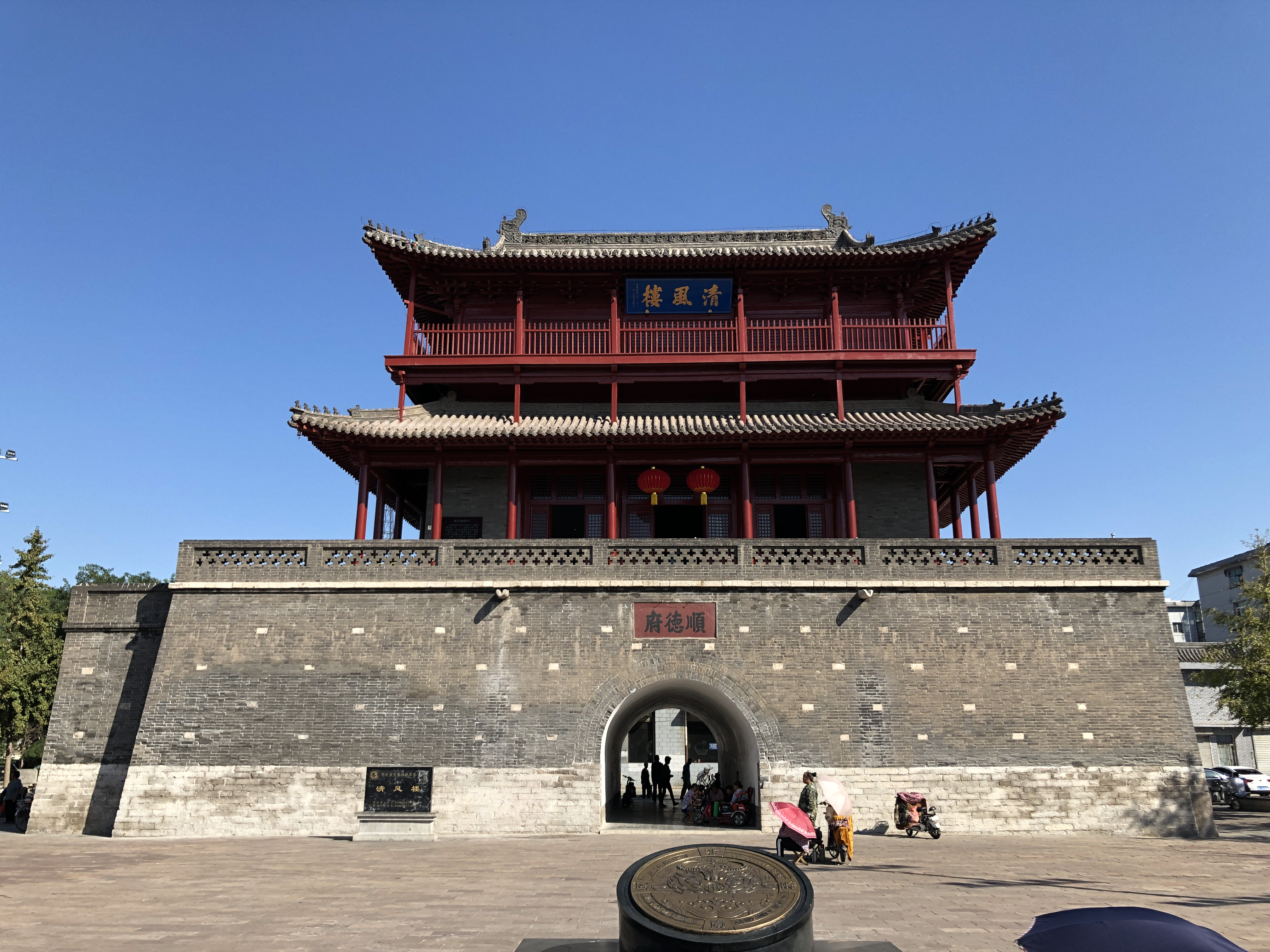

차오둥구(한국어: 교동구, 중국어: 桥东区, 병음: Qiáodōng Qū)는 중화인민공화국 싱타이 시의 행정구역이다. 넓이는 37km2이고, 인구는 2007년 기준으로 230,000명이다.

## 행정 구역
4개 가도, 2개 향을 관할한다.
- 가도辦事處: 西門裡街道, 南長街街道, 西大街, 北大街街道.
- 향: 東郭村鄉, 大樑庄鄉.